# Długopole
Długopole ist eine Ortschaft mit einem Schulzenamt der Landgemeinde Nowy Targ im Powiat Nowotarski der Woiwodschaft Kleinpolen in Polen.

## Geographie
Der Ort liegt in sogenannten Podhale am Czarny Dunajec. Die Bebauung entspricht dem Typ des Haufendorfs (wielodrożnica).

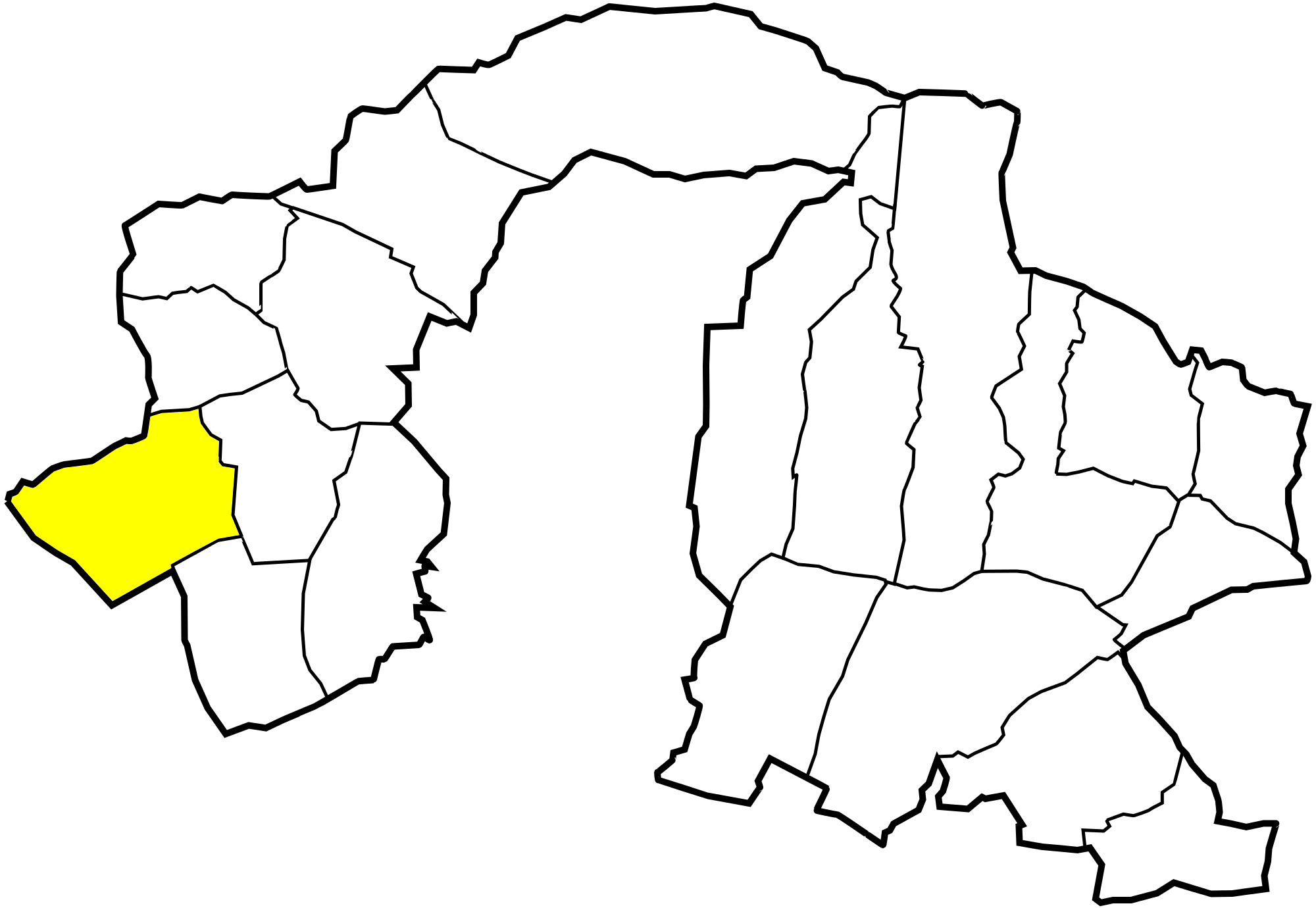
Dorf in der Gemeinde
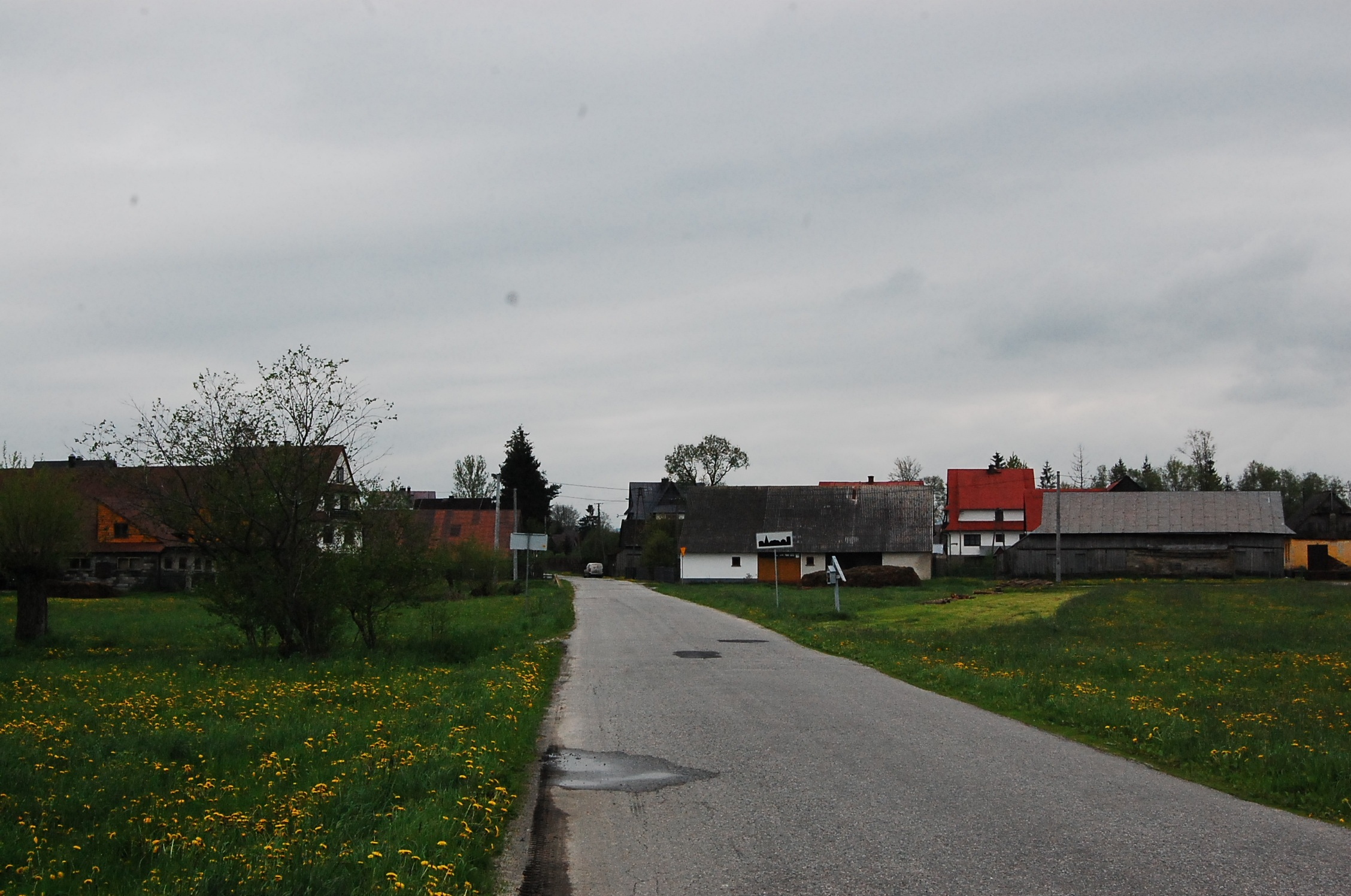
Ortsansicht

## Geschichte
Im Jahre 1254 wurden Felder und Wiesen Długopole genannt, die den Zisterziensern in Ludźmierz gehörten. Damit war ein größeres Gebiet gemeint. Im Jahre 1327 wurde das Dorf nach Deutschem Recht gegründet. Später war das Dorf auch der Sitz einer Pfarrei, 1519 wurde der Status verloren.
Bei der ersten Teilung Polens kam das Dorf 1772 zum neuen Königreich Galizien und Lodomerien des habsburgischen Kaiserreichs (ab 1804).
1918, nach dem Ende des Ersten Weltkriegs und dem Zusammenbruch der k.u.k. Monarchie, kam Długopole zu Polen. Unterbrochen wurde dies nur durch die Besetzung Polens durch die Wehrmacht im Zweiten Weltkrieg.
Von 1975 bis 1998 gehörte Długopole zur Woiwodschaft Nowy Sącz.